# متلازمة ماي-ثرنر
متلازمة ماي-ثرنر (بالإنجليزية: May-Thurner syndrome)‏ واختصارها (ام تي اس) والمعروفة أيضًا باسم متلازمة ضغط الوريد الحرقفي (بالإنجليزية: iliac vein compression syndrome)‏، هي حالة يمكن فيها لضغط قناة التدفق الوريدي الأصلي الأيسر في الطرف السفلي، وبالتالي يمكن أن تسبب انزعاجًا أو تورمًا أو ألمًا أو تجلطات دموية (خثار وريدي عميق) في الأوردة الحرقفية الفخذي.
على وجه التحديد، تكون المشكلة بسبب ضغط الوريد الحرقفي الأصلي الأيسر بواسطة الشريان الحرقفي الأصلي الأيمن الذي يأتي فوقه، هذا يؤدي إلى ركود الدم، والذي يؤهب لتكوين جلطات الدم، تم وصف اختلافات غير شائعة من متلازمة ماي-ثرنر، مثل الضغط على الوريد الحرقفي الأصلي الأيمن بواسطة الشريان الحرقفي الأصلي الأيمن.
في القرن الحادي والعشرين، تم توسيع تعريف متلازمة ماي ثورنر ليشمل صورة مرضية أوسع تعرف باسم آفات الأوردة الحرقفية الغير متخثرة (بالإنجليزية: nonthrombotic iliac vein lesions)‏، والتي يمكن أن تنطوي على كل من الأوردة الحرقفية اليمنى واليسرى وكذلك العديد من القطاعات الوريدية المسماة، تظهر هذه المتلازمة في كثير من الأحيان على أنها ألم عندما تعتمد الطرف و/أو تورم كبير في الطرف بأكمله.

## الآلية
على عكس الوريد الحرقفي الأصلي الأيمن، الذي يصعد عموديًا في الغالب إلى الوريد الأجوف السفلي، يعبر الوريد الحرقفي الأصلي الأيسر قطريًا (بشكل معاكس) من اليسار إلى اليمين لدخول الوريد الأجوف السفلي، على طول هذه الدورة، يمر تحت الشريان الحرقفي الشائع الأيمن، والذي قد يضغط على العمود الفقري القطني ويحد من تدفق الدم من الساق اليسرى، هناك تقارير حالة عن الوريد الأجوف السفلي يتم ضغطه عن طريق الشرايين الحرقفية أو متلازمات الانضغاط من الجانب الأيمن، ولكن الغالبية العظمى منها على الجانب الأيسر، في حين أن هذا هو السبب المشتبه في حدوث المتلازمة، إلا أن الوريد الحرقفي الأيسر غالبًا ما يتم ضغطه على المرضى الذين لا يعانون من أعراض، ويعتبر متغيرًا تشريحيًا يحدث ضغط تجويف الوعاء 50% من الوريد الحرقفي الأيسر في ربع الأفراد الأصحاء، يصبح الضغط مهمًا سريريًا فقط إذا تسبب في تغيرات ديناميكية ملحوظة في التدفق الوريدي أو الضغط الوريدي ، أو إذا كان يؤدي إلى الإصابة بجلطات الأوردة العميقة الحادة أو المزمنة،
بالإضافة إلى الانضغاط، فإن الوريد يطور نتوءات ليفية داخل التجويف من تأثيرات قوة الضغط النبضية المزمنة من الشريان، القناة المضطربة الضيقة تهيئ المريض لتكون الخثرة، غالبًا ما يتسبب تدفق الدم المضغوط في تشكيل جدار الأوعية الدموية الجانبية، وغالبًا ما تكون هذه النتوءات أفقية من الحوض، تربط كل من الأوردة الحرقفية الداخلية، مما يخلق تدفقًا عبر الوريد الحرقفي الأصلي الأيمن، في بعض الأحيان تتشكل نتوءات جانبية بشكل عمودي، وغالبًا ما تكون شبيهة بالفقرة القطنية، والتي يمكن أن تسبب أعراضًا عصبية، مثل الوخز والخدر.
تسبب قناة التدفق الخارجية الضيقة هذه ركودًا في الدم، وهو أحد عناصر ثلاثية فيرشو التي تسبب تجلط الأوردة العميقة.

## التشخيص
من المهم مراعاة متلازمة ماي ثرنر في المرضى الذين ليس لديهم سبب واضح آخر لزيادة حدوث التجلط الدموي والذين يصابون بتجلط الأطراف السفلية اليسرى، لإستبعاد الأسباب الأخرى لفرط التخثر، قد يكون من المناسب التحقق من مضاد الثرومبين وبروتين سي وبروتين إس والعامل الخامس لايدن والبروثرومبين(جي20210 ألف) والأجسام المضادة للفوسفوليبيد، تصوير الوريد سوف تثبت المتلازمة الكلاسيكية عند التسبب في تخثر وريدي عميق.
توجد متلازمة ماي ثورنر في صورة المرض الأوسع المعروفة باسم آفات الأوردة الحرقفية الغير متخثرة في المريض المتنقل الأعراضي، ولا تظهر هذه الآفات عادة بواسطة التصوير الوريدي، من الناحية الشكلية، برزت الموجات فوق الصوتية داخل الأوعية كأفضل أداة حالية بالمعنى الإدراكي، قد يكون الاختبار الوظيفي مثل موجات فائق الصوت المزدوجة وقياس الضغط الوريدي والخلالي ومخطاط التحجم مفيدًا في بعض الأحيان، قد يظهر ضغط الوريد الحرقفي الأيسر على تصوير مقطعي محوسب للحوض.

## العلاج
إدارة العيب الضمني يتناسب مع شدة العرض السريري، يتم تقييم تورم وألم الساقين على أفضل وجه من قبل أخصائيي الأوعية الدموية (جراحي الأوعية الدموية، أطباء القلب التداخلي، أخصائيي الأشعة التداخلية) الذين يقومون بتشخيص وعلاج أمراض الشرايين والوريد لضمان تقييم سبب ألم الطرف، يجب تأكيد التشخيص بنوع من أنواع التصوير، التي قد تشمل تصوير الأوردة بالرنين المغناطيسي والتصوير الوعائي وعادة ما يتم تأكيدها بالموجات فوق الصوتية داخل الأوعية الدموية لأن الوريد المسطح قد لا يلاحظ في التصوير الوريدي التقليدي، من أجل منع التورم المطول أو الألم من عواقب الدم المدعوم من الوريد الحرقفي المضغوط، يجب تحسين التدفق من الساق، يمكن إدارة الحالات غير المعقدة باستخدام جوارب ضغط.
قد تتطلب متلازمة ماي-ثرنر الوخيمة انحلال الخثرة إذا كان هناك ظهور حديث لتجلط الدم، تليها جراحة الأوعية الدموية ودعامة الوريد الحرقفي:1006–1007 بعد تأكيد التشخيص بالتصوير الوريدي أو الموجات فوق الصوتية داخل الأوعية الدموية، يمكن استخدام الدعامة لدعم المنطقة من مزيد من الضغط بعد رأب الأوعية، كما يوحي الاسم، لا يوجد عنصر تخثر جديد في هذه الحالات، ولكن قد يحدث تجلط الدم في أي وقت.
إذا كان المريض يعاني من تجلط الدم على نطاق واسع، فقد يكون من المناسب التفكير في الخيار الدوائي (المعروف أيضًا باسم الخثار الدوائي) أو آلية استئصال الخثرة، تجري دراستها حاليًا لتحديد ما إذا كان ذلك سيقلل من حدوث متلازمة ما بعد التخثر.

## علم الأوبئة
يُعتقد أن متلازمة ماي-ثرنر تمثل ما بين 2-5 % من الاضطرابات الوريدية في الأطراف السفلية،[بحاجة لمصدر] غالبًا ما تكون متلازمة ماي ثرنر غير معروفة؛ ومع ذلك، تشير التقديرات الحالية إلى أن هذا الحالة هو أكثر شيوعا ثلاث مرات لدى النساء من الرجال، عادة ما تظهر المتلازمة الكلاسيكية (جودة المرض) في العقود الثانية إلى الرابعة من الحياة، في القرن الحادي والعشرين كانت أوسع صورة للمرض، تعمل المتلازمة كآفة متساهلة وتصبح عرضية عندما يحدث شيء آخر مثل حدوث تغيّر في الحالة الوظيفية مثل التورم بعد استبدال مفصل العظام.

## روابط خارجية
- May-Thurner syndrome على قاموس من سمى هذا؟